# Dusi
Dusi é uma vila no distrito de Tiruvanamalai, no estado indiano de Tamil Nadu.

## Geografia
Dusi está localizada a 12° 46′ N, 79° 41′ L. Tem uma altitude média de 74 metros (242 pés).

## Demografia
Segundo o censo de 2001,  Dusi  tinha uma população de 5102 habitantes. Os indivíduos do sexo masculino constituem 50% da população e os do sexo feminino 50%. Dusi tem uma taxa de literacia de 60%, superior à média nacional de 59.5%: a literacia no sexo masculino é de 71% e no sexo feminino é de 48%. Em Dusi, 13% da população está abaixo dos 6 anos de idade.